# نیمه‌شب اتفاق افتاد
نیمه‌شب اتفاق افتاد فیلمی به کارگردانی و تهیه‌کنندگی تینا پاکروان و نویسندگی طلا معتضدی محصول سال ۱۳۹۴ در ژانر عاشقانه و خانوادگی است.
این فیلم برای نمایش در بخش سودای سیمرغ سی و چهارمین دوره جشنواره فیلم فجر پذیرفته شده و در تاریخ ۲۸ مهر ۱۳۹۵ در سینماهای ایران اکران شده‌است.

## خلاصهٔ فیلم
یک پسر جوان (حامد بهداد) که در مراسم‌ها آوازخوانی می‌کند، به زن آشپزی که بسیار از او بزرگتر است (رؤیا نونهالی) دل می‌بندد اما…

## بازیگران
- حامد بهداد
- رؤیا نونهالی
- آتیلا پسیانی
- گوهر خیراندیش
- ستاره اسکندری
- شقایق فراهانی
- رابعه اسکویی
- سینا رازانی
- کریم امینی
- مهراب رضایی